# Каминский, Григорий Наумович
Григо́рий Нау́мович Ками́нский (Гофман; 20 октября (1 ноября) 1895 года, Екатеринослав — 10 февраля 1938 года, Москва) — участник революционного движения в России, советский государственный и общественный деятель, один из организаторов советского здравоохранения.
Член РСДРП(б) с 1913 года, кандидат в члены ЦК (1925—1937). Член ВЦИК (с 1934 года), ЦИК СССР (3—7-го созывов, кандидат в члены 1—2-го).

## Биография
«Умный большевик, с ним все охотно сотрудничают» (И. П. Павлов).
Родился в семье рабочего-кузнеца Наума Александровича, еврей. С 19?? года жил у дяди-сапожника в Минске.
Окончил фабричную школу и с золотой медалью гимназию в Минске. С 1915 года студент медицинского факультета Московского университета (отучился только два курса), избирался в старостат. Активный участник революционного движения, за революционную деятельность подвергался преследованиям и арестовывался.
С 1913 года член РСДРП(б). В 1917 году член Московского областного бюро РСДРП(б), в марте направлен в Тулу. Избирался членом Тульского Совета рабочих и солдатских депутатов, гласным Тульской городской думы и в члены Учредительного собрания; один из организаторов, секретарь и после председатель Тульского горкомитета РСДРП(б), в октябре-декабре возглавлял губернский Военно-революционный комитет. Делегат VI съезда РСДРП от Тульской организации РСДРП(б).
Являлся руководителем газет Тульщины, в частности организатором и первым редактором (1918—1920) Тульской губернской газеты «Коммунар».
В 1918—1920 годах председатель исполнительного комитета Тульского губернского Совета и некоторое время одновременно председатель губернского комитета партии. В августе-декабре 1919 года председатель губернского военно-революционного комитета. 

 Я слышал многих ораторов, но речи Каминского оставили в сознании неизгладимое впечатление. — В. И. Немцов

 Каминский был опытным оратором. Он ничего не приукрашивал, не сулил того, что нельзя было исполнить. И поэтому ему верили. Жил Каминский, помнится, в том же здании, где помещался губком партии. Разделить его жизнь на частную и партийно-государственную было невозможно. Он всегда был дома и всегда был на работе. В среде рабочих председатель губкома не выделялся ничем: ни одеждой, ни бытовыми условиями. Он не любил модных в то время френчей и бекеш, носил пиджак и пальто. Каминский голодал, как все, и в квартире его было холодно, как в других тульских квартирах. Его простой, честный и чистый быт рождал доверие к нему, к его словам, к его требованиям, подчас очень жестким, потому что жесткими были условия, в которых находилась революция.
В те четыре зимних месяца [1918 года], когда я наблюдал его, Каминский был твёрд, несгибаем. Бледный от недоедания, он был неизменно решителен в решении трудных вопросов. При этом Каминский оставался очень добрым человеком. — Валерий Кирпотин
Во время борьбы с войсками генерала А. И. Деникина в 1919 году с августа член Реввоенсовета Тульского укреплённого района Южного фронта, в ноябре-декабре член Реввоенсовета 2-й (Запасной) армии (формировавшейся в Тульской губернии).
В 1920 году направлен ЦК партии в Азербайджан. В 1920—1921 годах ответственный секретарь ЦК КП(б) Азербайджана, некоторое время член Бюро ЦК КП(б) Азербайджана. В августе 1921 года председатель Бакинского совета рабочих и красноармейских депутатов.
В 1922 году председатель правления «Хлебоцентра», в 1922—23 годах председатель ЦК Всероссийского профсоюза работников земли и леса «Всеработземлес». В 1923—29 годах заместитель председателя правления Союза сельскохозяйственной кооперации. В 1928—29 годах председатель Всероссийского союза сельскохозяйственных коллективов (Колхозцентр). На этих должностях являлся одним из руководителей коллективизации.
«Переход на коллективные рельсы остальной массы крестьян явится вопросом месяцев, а не лет» (Г. Н. Каминский на Ноябрьском (1929 г.) пленуме ЦК,  (недоступная ссылка)).

### C 1929 года
С января по август 1930 года заведующий отделом агитации и массовых кампаний ЦК ВКП(б).
С 1930 года секретарь Московского горкома партии, в 1932—1934 годах председатель Московского областного исполнительного комитета.
26 января—10 февраля 1934 года делегат XVII съезда ВКП(б) с решающим голосом от Московской парторганизации.
С февраля 1934 года по 15.3.1937 возглавлял Наркомат здравоохранения РСФСР и одновременно с 1935 года главный санитарный инспектор СССР, а с 20.7.1936 по 25.6.1937 также возглавлял и Наркомат здравоохранения СССР.  Вместе с Н. А. Семашко являлся основоположником профилактического направления советской медицины. Среди медиков поддерживал близкие отношения с И. П. Павловым, С. Г. Левитом и другими.

 Один из лучших наших министров здравоохранения. Это был первый нарком здравоохранения СССР, он был не врач, закончил только два курса мединститута. Он первым в мире приступил к созданию системы профилактики в здравоохранении. — Академик А. И. Воробьёв, 
Важная инициатива Г.Н. Каминского была связана с проектом постановления «О состоянии медико-санитарной сети на селе». В конце 1934 года была создана специальная сельская комиссия, задачами которой стали обеспечение постоянной связи с сельской участковой сетью, контроль за выполнением мероприятий по улучшению медико-санитарного обслуживания сельского населения. А в феврале 1935 года был утвержден «Типовой устав сельскохозяйственной артели», предусматривающий организацию колхозных яслей и детских площадок, заботу о здоровье рожениц и другие мероприятия по санитарному благоустройству села. 
9 марта 1936 года на заседании Политбюро ЦК было принято постановление о создании комиссии по разработке закона о запрещении абортов, помощи роженицам и расширении сети детских яслей и детских домов. Григорий Каминский представил обширный список медицинских состояний, дающих право на легальные аборты, чтобы обеспечить более широкий доступ к безопасным абортам и сократить криминальные. Это вызвало неодобрение И.В.Сталина.
Под руководством Каминского осуществлялись мероприятия, предусмотренные постановлениями ЦИК СССР от 3 сентября 1934 года «О подготовке врачей», СНК СССР и ЦК ВКП(б) от 4 марта 1935 года «О повышении заработной платы медицинским работникам и об увеличении ассигнований на здравоохранение», СНК СССР № 1649 от 8 сентября 1936 года «О подготовке средних медицинских, зубоврачебных и фармацевтических кадров».
23 июня 1936 года постановлением ЦИК СССР имя Г. Н. Каминского было присвоено Свердловскому медицинскому институту; его имя также носили некоторые другие учреждения.
Являлся одним из обличителей А. И. Рыкова по обвинению в 1936 году в подготовке теракта против Сталина в апреле 1932 года.
Был в числе подписавших официальное медицинское заключение 17.2.1937 о смерти (от паралича сердца) Г. К. Орджоникидзе.
Арестован после своего выступления на Пленуме ЦК в тот же день 25.6.1937 (см. ниже). 26 июня было принято постановление пленума: «Исключить Каминского, как не заслуживающего доверия, из состава кандидатов в члены ЦК ВКП(б) и из партии». 8.2.1938 военной коллегией Верховного суда СССР по ст. 58 УК РСФСР приговорён к высшей мере наказания. Расстрелян 10.02.1938, захоронен на Коммунарке.
Посмертно реабилитирован 2 марта 1955 года Военной коллегией Верховного суда СССР.
Имя Г. Н. Каминского носит одна из улиц Тулы.
Выступлению Каминского на июньском пленуме партии и последовавшим за этим аресту, допросам, пыткам и гибели посвящён роман Игоря Минутко «В июне тридцать седьмого…» (серия «Россия. История в романах» издательства «Армада», 1997).

## Выступление на пленуме ЦК 25 июня 1937 года
На Июньском (1937 года) пленуме ЦК ВКП(б) высказал резкое неодобрение работы НКВД и проинформировал ЦК о ставших известными ему в годы работы в Азербайджане данных о связи Берии с иностранными контрразведками в годы Гражданской войны («В 1920 году в адрес бывшего в то время секретаря ЦК КП(б) Азербайджана Каминского поступило заявление о моем сотрудничестве в контрразведке в пользу мусаватистов. Это заявление было предметом специального разбора на президиуме ЦК АКП(б) и я был реабилитирован», — рассказывал об этом сам Берия.). Об этом свидетельствуют только воспоминания очевидцев, так как выступление состоялось 25 июня, а в течение четырёх дней 22—26 июня заседания не стенографировались.
Упоминание об этом случае вошло в секретный доклад Хрущёва на XX съезде КПСС: «Уже в 1937 году, на одном из пленумов ЦК, бывший народный комиссар здравоохранения Каминский сказал, что Берия работал на мусаватистскую разведку». Более подробно Хрущёв рассказал в своих воспоминаниях:
Потом выступил Гриша Каминский: «Тут все, выступая, говорят обо всём, что они знают о других… Когда в 1920 г. я был направлен в Баку и работал там… ходили упорные слухи, что товарищ Берия во время оккупации Баку сотрудничал в органах контрразведки мусаватистов, не то, несколько ранее, английской контрразведки». Никто не выступил с опровержением… А вскоре Каминский был арестован. Меня потом долго мучил этот вопрос, потому что я абсолютно верил Григорию и знал, что он никогда ничего сам не выдумает и от других зря не повторит.
Двумя днями позже 27.06.1937 И. М. Варейкис в письме Сталину охарактеризовал выступление Каминского как «чепуху несусветную из категории клеветы»  (недоступная ссылка). Об этом также упоминал в своём письме Сталину 27.09.1937 Каганович: «Я убеждён, что Балашов действует не один, также как не один был и Каминский, выступая на Пленуме ЦК со своей клеветой».
Американский литературовед и писатель-сталинист Гровер Ферр придерживается мнения, что в части выступления Каминского о «слухах» о связи Берии с иностранными спецслужбами имела место заведомая ложь (если воспринимать это прямо).
Сам Берия после своего ареста в июне 1953 года отмечал, что «вопрос о работе в контрразведке подымался Каминским в 1937 году в ЦК партии, и это обвинение против меня было признано необоснованным. Также поднимался этот вопрос и в 1938 году в ЦК партии, и так же это обвинение не нашло подтверждения».
Широкое хождение имеет цитата из выступления: «Так мы перестреляем всю партию».
Помимо основного выступления Каминский отметился на пленуме и своей репликой к Сталину во время прений по докладу Ежова со словами, что «НКВД продолжает арестовывать честных людей», на что Сталин ответил: «Они враги народа, а вы птица того же полёта».
Есть версии, в которых цитата «перестреляем всю партию» переплетается с репликой к Сталину.

## Семья
Его жена — Каминская Надежда Анатольевна (1899–1969). После расстрела мужа была арестована (21 марта 1938 года). Освобождена в 1944 году. Жила в Ухте, работала в городской больнице врачом-инфекционистом детского отделения, а с 1956 года — заведующая инфекционным отделением.
- Дети: дочь — Светлана, сын — Сергей (род.1937).
  - Внук (сын Светланы) — Григорий, окончил медицинский институт.

Старший брат Г.Н.Каминского —  Батраков-Каминский Иван Наумович (род. 1891) был исключен из  партии «за связь с врагами» и арестован.